# Auki Tituaña
Auki Kanaima Tituaña Males (Cotacachi, 2 de enero de 1965), antes Segundo Antonio Tituaña Males, es economista, político y dirigente indígena ecuatoriano de etnia kichwa. Ha sido alcalde de Cotacachi y presidente de la Asociación de Municipalidades del Ecuador.

## Biografía
Nacido en Cotacachi el 2 de enero de 1965 como Segundo Antonio Tituaña Males, cambió sus nombres por los indígenas Auki, que significa energía, y Kanaima, “guerrero reivindicador de los vencidos”.
Los primeros años universitarios los cursó en la Universidad Católica de Ibarra y en la Central de Quito. Entre 1984 y 1990 estudió Economía en Cuba, en las universidades de Camagüey y de La Habana, gracias a una beca del gobierno cubano. Ahí, con un compañero otavaleño, aprendió a hablar quichua.

### Matrimonio
Está casado desde 1988 con Luz Marina Vega Conejo, hermana de la dirigente política Nina Pacari. Tiene tres hijas: Kuri Pacha (Tiempo de Oro), Allpa Pacari (Tierra del Amanecer) y Katic Nina Yuyaric (Heredera de las Memorias de Fuego).

## Carrera política
En 1995, junto con otros dirigentes indígenas fundó el movimiento Pachakutik como brazo político de la Confederación de Nacionalidades Indígenas del Ecuador (Conaie). 

### Alcalde de Cotacachi (1996-2009)
En 1996 fue elegido alcalde del municipio de Cotacachi en Imbabura, siendo uno de los primeros alcaldes indígenas en la historia ecuatoriana. Fue reelecto en 2000 y 2004. En las elecciones para la alcaldía de Cotacachi el 26 de abril de 2009 fue derrotado por Alberto Anrango, candidato de PAIS y también kichwa.
Durante su gestión como alcalde de Cotacachi implementó medidas para erradicar el analfabetismo y reducir la brecha digital, así mismo aplicó el sistema de presupuesto participativo en que por medio de asambleas cantonales anuales se transmitía a la alcaldía la información sobre el uso que los ciudadanos preferían se de a los recursos públicos cantonales a la vez que tales asambleas hacían de evaluadores sobre el uso dado al presupuesto del año anterior.

### Post-alcaldía
En 2011 fue candidato a la presidencia de la Conaie como representante de la Federación de Indígenas de la Sierra Norte. Luego de obtener 353 votos fue derrotado por Humberto Cholango con 472 votos.
En octubre de 2012 fue nombrado candidato a la vicepresidencia del Ecuador como binomio de Guillermo Lasso por el movimiento Creando Oportunidades (CREO). Luego de su nombramiento la dirigencia indígena de la Conaie, presidida por Humberto Cholango, expulsó a Auki Tituaña por considerar su alianza con Lasso una traición al indigenismo tradicionalmente filosocialista de la organización.
Tituaña se desafilió de Pachakutik, un día antes de su nombramiento como candidato. Tituaña posteriormente renunció a integrar el binomino con Lasso, alegando que la dirigencia de su anterior partido Pachakutik le puso obstáculos legales a su inscripción como candidato vicepresidencial.

### Alcalde de Cotacachi
En mayo de 2019 asumió por cuarta vez la Alcaldía de Cotacachi tras ganar las elecciones en representación del movimiento Concertación.

## Reconocimientos internacionales
Resultado de su labor como alcalde el cantón Cotacachi obtuvo tres premios internacionales.
- Premio Internacional Dubái a las Mejores Prácticas. Otorgado por el Municipio de Dubái y ONU-HABITAT. (2000)[21]
- Premio "Ciudad de paz". Otorgado por Unesco. (2002)[22]
- Premio Ciudades Digitales. Otorgado por AHCIET. (2007)[9]